# Hollow Bodies
Hollow Bodies (traducido como "Cuerpos Vacíos") es el cuarto álbum de estudio de la banda de metalcore Blessthefall . Fue lanzado el 20 de agosto de 2013 a través de Fearless Records y producido por Joey Sturgis. Es el tercer álbum que incluye al cantante Beau Bokan , y el segundo álbum incluye al guitarrista rítmico, Elliott Gruenberg y el primero en incluir a los mismos miembros en álbumes consecutivos.
La banda anunció el álbum el 10 de junio de 2013 y publicó la portada del álbum y la lista de canciones. El 25 de junio, se lanzó la canción "You Wear a Crown, But You're No King" como primer sencillo. Un video de entrevistas con los miembros de la banda en el estudio fue lanzado el 24 de julio que también mostró una vista previa del segundo sencillo "Déjà Vu" que se lanzó el 30 de julio. El 13 de agosto, todo el álbum fue Transmitido a través de Billboard.com.
El álbum debutó en el No. 15 en el Billboard 200 y alcanzó el No. 1 en la lista de Hard Rock vendiendo 21,888 copias en la primera semana, más de 10,000 de su lanzamiento anterior. El álbum ha vendido 58,000 copias en los Estados Unidos hasta agosto de 2015.

## Antecedentes
En 2011, la banda lanzó su tercer álbum Awakening en su mayoría reseñas positivas y comenzaron numerosas giras para promocionar el álbum. A finales de 2012, revelaron que habían comenzado a escribir nuevas canciones y esperaban lanzar su cuarto álbum de estudio a mediados o finales de 2013. Se anunció en Twitter que Joey Sturgis produciría el álbum. La banda ingresó al estudio en abril de 2013 y confirmó que el álbum se completó el 21 de mayo.
La banda tocó en el Vans Warped Tour 2013 en el escenario principal por primera vez y tocó la canción "You Wear a Crown, But You're No King", que más tarde fue lanzado como single el 25 de junio de 2013. El 24 de julio, se lanzó un video de actualización del estudio que habló del proceso de grabación del álbum. La banda declaró en entrevistas cortas que el álbum será diferente a cualquier cosa que hayan hecho alguna vez; que el álbum adquiere un estado de ánimo y sonido mucho más pesado.
El segundo sencillo, "Déjà Vu", se transmitió por altpress.com el 29 de julio de 2013 y se lanzó oficialmente al día siguiente.
Se anunció que Vic Fuentes de Pierce the Veil estaba trabajando en una canción con la banda. Más tarde se reveló que era la canción "See You On The Outside" que se transmitió a través de Hot Topic el 8 de agosto de 2013.
El 13 de agosto, todo el álbum se transmitió a través del sitio web de Billboard, permitiendo a los fanáticos escuchar el álbum antes de la fecha oficial de lanzamiento.

## Música y letra
Phil Freeman de Alternative Press escribió que "este es el metalcore moderno y crujiente digital" que contiene "voces limpias" que "se elevan sobre las voces de sintetizador mientras los guturales resaltany son reforzados por hammers de guitarra, riffs de guitarra hacia abajo". En HM , Anthony Bryant dijo que este "es otro ejemplo de la armonía experta del grupo de la sinfonía y los instrumentos musicales viciosos". Andy Biddulph declaró que Blessthefall ha "creado [un] matrimonio perfecto de electrónica y metalcore". Sobre el tema del lirismo, Freeman escribió que "está exagerado pero no embarazosamente, el final de la relación se compara con el colapso de un imperio, pero de alguna manera funciona".

## Crítica
Hollow Bodies ha recibido una recepción positiva por parte de los críticos musicales . En Alternative Press , Phil Freeman lo llamó "un álbum ambicioso e impresionante". Anthony Biddulph de Rock Sound afirmó que este álbum "no es un simple paso adelante, este es el álbum que definirá su carrera". En HM , Anthony Bryant escribió que "este álbum es un ejemplo contundente de por qué a muchos les ha encantado Blessthefall y demuestra que, a pesar de sus inconvenientes, este grupo sigue siendo el regente indiscutible de la escena post-hardcore". Nathaniel Lay of Outburn declaró que el lanzamiento "continúa con su tradición de publicar álbumes emocionantes que son dignos de alabanza y recomendación". En About.com , Chad Bowar llamó al álbum un "paso adelante".

## Listado de canciones
| N.º | Título                                                  | Duración |  |
| 1.  | «Exodus»                                                | 5:28     |  |
| 2.  | «You Wear a Crown But You're No King»                   | 3:43     |  |
| 3.  | «Hollow Bodies»                                         | 4:17     |  |
| 4.  | «Déjà Vu»                                               | 4:17     |  |
| 5.  | «Buried In these Walls»                                 | 3:46     |  |
| 6.  | «See You On the Outside»                                | 4:14     |  |
| 7.  | «Youngbloods» (con Jesse Barnett de Stick to Your Guns) | 2:56     |  |
| 8.  | «Standing On the Ashes»                                 | 3:12     |  |
| 9.  | «Carry On» (con Jake Luhrs de August Burns Red)         | 3:15     |  |
| 10. | «The Sound of Starting Over»                            | 4:08     |  |
| 11. | «Open Water» (con Lights)                               | 6:59     |  |

## Personal
Blessthefall
- Beau Bokan - voz, teclados, piano, programación
- Eric Lambert - guitarra principal, coros
- Elliott Gruenberg - guitarra rítmica
- Jared Warth - bajo, voces guturales
- Matt Traynor - batería, percusión

Invitados
- Vic Fuentes  - compositor en "See You on the Outside"
- Jesse Barnett - voz de invitado en "Youngbloods"
- Jake Luhrs  - voces invitadas en "Carry On"
- Lights - voces invitadas en "Open "Water"

Producción
- Joey Sturgis  - producción, mezcla, masterización, programación
- Nick Scott - ingeniería
- Danielle Tunstall - imagen

## Posiciones
| Lista (2013)                            | Peak posición |
| --------------------------------------- | ------------- |
| Estados Unidos (Billboard 200)          | 15            |
| Estados Unidos (Independent Albums)     | 3             |
| Estados Unidos (Top Alternative Albums) | 2             |
| Estados Unidos (Top Hard Rock Albums)   | 1             |
| Estados Unidos (Top Rock Albums)        | 4             |